# Passiflora sprucei
Passiflora sprucei Mast. – gatunek rośliny z rodziny męczennicowatych (Passifloraceae Juss. ex Kunth in Humb.). Występuje endemicznie w zachodnim Ekwadorze.

## Rozmieszczenie geograficzne
Rośnie endemicznie w zachodnim Ekwadorze w prowincjach Chimborazo, Esmeraldas, Guayas, Loja, Manabí, El Oro oraz Los Ríos. Zasięgu występowania obejmuje obszar od miasta Atacames na północy od El Carmen i Yanagana na południu. Uważa się, że może występować również w północnym Peru.

## Morfologia
PokrójZdrewniałe, trwałe, owłosione liany.
LiścieKlapowane, dłoniaste, skórzaste. Mają 1,5–4 cm długości oraz 4,5–9 cm szerokości. Całobrzegie, z ostrym wierzchołkiem. Ogonek liściowy jest owłosiony i ma długość 10–30 mm. Przylistki są owalne i mają długość 17 mm.
KwiatyPojedyncze lub zebrane w pary. Działki kielicha są podłużne, mają długość 2,5 cm. Płatki są podłużne, mają długość 3 cm.
OwoceMają jajowaty kształt. Mają 3 cm długości i 2 cm średnicy.

## Biologia i ekologia
Występuje w suchym lesie nadmorskim oraz niższym lesie andyjskim na wysokości 30–2600 m n.p.m. Gatunek jest znany z 20 subpopulacji na wybrzeżu.

## Ochrona
W Czerwonej księdze gatunków zagrożonych został zaliczony do kategorii LC – gatunków najmniejszej troski. Nie są znane szczególne zagrożenia dla wyginięcia tego gatunku.